# ガイ・メッツァー
ガイ・メッツァー（Guy Mezger、1968年1月1日 - ）は、アメリカ合衆国テキサス州ヒューストン出身の元男性総合格闘家。ガイ・メッツァーズ・フリースタイル・マーシャルアーツ所属。空手黒帯。元無差別級キング・オブ・パンクラシスト。
堅実なファイトスタイルから「難攻不落の獅子」の異名を持つ。PRIDEでは、そのディフェンシブなスタイルから「膠着大王」と揶揄されるなど評価は芳しくなく、戦績も4勝6敗と奮わなかった。

## 来歴
柔道、レスリング、空手、キックボクシングを経験。キックボクシングではUSKAやWKKCのヘビー級王座を獲得した。
1994年12月16日、UFC 4のリザーブマッチに出場、ジェイソン・フェーンを相手に総合格闘技デビュー。
1995年、パンクラスに参戦。1996年のランキングトーナメント優勝、元王者の鈴木みのるを2度に渡って下すなどの活躍を見せ、1998年にはキング・オブ・パンクラス・タイトルマッチで船木誠勝を下し、王座獲得に成功。柳澤龍志、近藤有己を下し2度の防衛に成功した。
1997年5月30日、UFC 13のライト級（-91kg）トーナメントに出場、決勝でリザーブマッチから勝ち上がったティト・オーティズを下して優勝。1回戦を突破したものの負傷のため決勝戦を棄権したエンセン井上と舌戦を展開するトラブルもあった。
1999年2月、UFCに参戦するためパンクラスの王座を返上。3月5日のUFC 19で因縁のティト・オーティズと対戦するもTKO負け（試合後ティトに「ゲイ・メッツァー」呼ばわりされた）。
2000年1月30日、PRIDE GRANDPRIX 2000 開幕戦で桜庭和志と対戦。1R終了時にセコンドのケン・シャムロックと共にリングを降りてしまい、棄権によるTKO負けとなった。
PRIDE時代の終盤にはアグレッシブな試合を心がけ、チャック・リデルと壮絶な試合を繰り広げたり、体格で勝る山本憲尚に勝利を収めた。だが、その代償としてダメージが蓄積し、関節炎の緩和のために処方された薬品（Vioxx）の副作用や脳のダメージによって2005年、ティトとの再戦が組まれたUFC 50での復帰戦直前に引退を決意し、出場をキャンセルした。
引退後はマーク・キューバンの運営するHDNetの格闘技部門である「HDNet Fights」の社長に就任した。

## 戦績

### 総合格闘技
| 総合格闘技 戦績 | 総合格闘技 戦績 | 総合格闘技 戦績 | 総合格闘技 戦績 | 総合格闘技 戦績 | 総合格闘技 戦績 | 総合格闘技 戦績 |
| --------------- | --------------- | --------------- | --------------- | --------------- | --------------- | --------------- |
| 46 試合         | (T)KO           | 一本            | 判定            | その他          | 引き分け        | 無効試合        |
| 30 勝           | 11              | 6               | 13              | 0               | 2               | 1               |
| 13 敗           | 5               | 3               | 5               | 0               | 2               | 1               |

| 勝敗 | 対戦相手                         | 試合結果                                     | 大会名                                                                  | 開催年月日     |
| ○    | ダニエル・バーグマン             | 2R 1:46 TKO（パンチ連打）                    | European Vale Tudo 1: Genesis                                           | 2003年12月6日  |
| ×    | アントニオ・ホジェリオ・ノゲイラ | 3R（10分/5分/5分）終了 判定1-2               | PRIDE.24                                                                | 2002年12月23日 |
| ○    | 山本憲尚                         | 3R（10分/5分/5分）終了 判定3-0               | PRIDE.22                                                                | 2002年9月29日  |
| ×    | ヒカルド・アローナ               | 3R（10分/5分/5分）終了 判定1-2               | PRIDE.16                                                                | 2001年9月24日  |
| ×    | チャック・リデル                 | 2R 2:21 KO（右フック）                       | PRIDE.14                                                                | 2001年5月27日  |
| ○    | イーゲン井上                     | 1R 2:25 KO（右ストレート）                   | PRIDE.13                                                                | 2001年3月25日  |
| ○    | アレクサンダー大塚               | 2R 1:57 TKO（ドクターストップ）              | KOTC 7: Wet and Wild                                                    | 2001年2月24日  |
| ○    | アレクサンダー大塚               | 1R 1:54 KO（右フック→パウンド）              | PRIDE.12                                                                | 2000年12月23日 |
| ○    | サム・アドキンス                 | 1R 2:11 ギブアップ                           | Freestyle Fighting Championship                                         | 2000年11月18日 |
| ×    | ヴァンダレイ・シウバ             | 1R 3:45 KO（スタンドパンチ連打）             | PRIDE.10                                                                | 2000年8月27日  |
| ○    | 佐竹雅昭                         | 10分2R終了 判定3-0                           | PRIDE GRANDPRIX 2000 決勝戦                                             | 2000年5月1日   |
| ○    | ブラッド・ジョーンズ             | 2R 1:35 TKO（パンチ連打）                    | Pure Action 2                                                           | 2000年3月3日   |
| ×    | 桜庭和志                         | 1R終了時 TKO（棄権）                         | PRIDE GRANDPRIX 2000 開幕戦 【1回戦】                                   | 2000年1月30日  |
| ×    | 小路晃                           | 10分2R+延長5分1R終了 判定1-2                 | PRIDE.6                                                                 | 1999年7月4日   |
| ×    | ティト・オーティズ               | 1R 9:58 TKO（パウンド）                      | UFC 19: Ultimate Young Guns                                             | 1999年3月5日   |
| ○    | 近藤有己                         | 20分終了 判定2-0                             | PANCRASE 1998 ADVANCE TOUR 【キング・オブ・パンクラス・タイトルマッチ】 | 1998年12月19日 |
| ○    | 柳澤龍志                         | 30分終了 判定（ポイント2-0）                 | PANCRASE 1998 ADVANCE TOUR 【キング・オブ・パンクラス・タイトルマッチ】 | 1998年9月14日  |
| ×    | セーム・シュルト                 | 13:15 TKO（打撃）                            | PANCRASE 1998 ADVANCE TOUR                                              | 1998年6月21日  |
| ○    | 船木誠勝                         | 30分終了 判定3-0                             | PANCRASE 1998 ADVANCE TOUR 【キング・オブ・パンクラス・タイトルマッチ】 | 1998年4月26日  |
| ○    | 柳澤龍志                         | 20分終了 判定3-0                             | PANCRASE 1998 ADVANCE TOUR                                              | 1998年3月18日  |
| ○    | ジョニー・マギロニコ             | 1R フロントチョーク                          | World Pankration Championships 2                                        | 1998年1月16日  |
| ○    | 長谷川悟史                       | 2:52 ストレートアームバー                    | PANCRASE 1997 ALIVE TOUR                                                | 1997年12月20日 |
| ○    | 國奥麒樹真                       | 11:12 KO（ハイキック）                       | PANCRASE 1997 ALIVE TOUR                                                | 1997年10月29日 |
| ○    | ポール・レイゼンビー             | 1R 5:02 肩固め                               | World Pankration Championships 1                                        | 1997年10月26日 |
| ×    | 船木誠勝                         | 3:58 腕ひしぎ逆十字固め                      | PANCRASE 1997 ALIVE TOUR                                                | 1997年9月6日   |
| ○    | 山宮恵一郎                       | 15分終了 判定（ポイント2-0）                 | PANCRASE 1997 ALIVE TOUR                                                | 1997年6月30日  |
| ○    | ティト・オーティズ               | 1R 3:09 フロントチョーク                     | UFC 13: The Ultimate Force 【ライト級トーナメント 決勝】                | 1997年5月30日  |
| ○    | クリストフ・レニンガー           | 15分1R終了 判定3-0                           | UFC 13: The Ultimate Force 【ライト級トーナメント 1回戦】               | 1997年5月30日  |
| ×    | 近藤有己                         | 20分終了 判定（ポイント0-1）                 | PANCRASE 1997 ALIVE TOUR                                                | 1997年2月22日  |
| ○    | セーム・シュルト                 | 20分終了 判定（ポイント2-0）                 | PANCRASE 1997 ALIVE TOUR                                                | 1997年1月17日  |
| ○    | 近藤有己                         | 20分終了 判定（ポイント1-0）                 | PANCRASE TOUR 1996 TRUTH                                                | 1996年12月15日 |
| ×    | 國奥麒樹真                       | 10分終了 判定1-2                             | PANCRASE TOUR 1996 TRUTH                                                | 1996年10月8日  |
| ○    | 柳澤龍志                         | 20分終了 判定3-0                             | PANCRASE TOUR 1996 TRUTH                                                | 1996年9月7日   |
| △    | 渋谷修身                         | 10分終了 判定1-1                             | PANCRASE TOUR 1996 TRUTH                                                | 1996年6月25日  |
| ○    | 鈴木みのる                       | 7:59 TKO（打撃）                             | PANCRASE TOUR 1996 TRUTH                                                | 1996年5月16日  |
| ○    | 柳澤龍志                         | 12:21 KO                                     | PANCRASE TOUR 1996 TRUTH 【ランキングトーナメント 決勝】                | 1996年4月7日   |
| ○    | 山田学                           | 6:14 TKO（ドクターストップ：右肩鎖関節脱臼） | PANCRASE TOUR 1996 TRUTH 【ランキングトーナメント 準決勝】              | 1996年4月7日   |
| ○    | 冨宅飛駈                         | 10分終了 判定3-0                             | PANCRASE TOUR 1996 TRUTH 【ランキングトーナメント 1回戦】               | 1996年4月7日   |
| ×    | バス・ルッテン                   | 19:16 アンクルホールド                       | PANCRASE TOUR 1996 TRUTH                                                | 1996年3月2日   |
| ○    | グレゴリー・スミット             | 10分終了 判定（ポイント2-0）                 | PANCRASE TOUR 1996 TRUTH                                                | 1996年1月28日  |
| －   | 鈴木みのる                       | 7:15 無効試合                                | パンクラス 1995 EYES OF BEAST                                           | 1995年12月14日 |
| △    | 柳澤龍志                         | 10分終了 判定0-0                             | パンクラス 1995 EYES OF BEAST                                           | 1995年11月4日  |
| ×    | 船木誠勝                         | 6:46 アキレス腱固め                          | パンクラス 1995 EYES OF BEAST                                           | 1995年9月1日   |
| ○    | ジョン・レンフロー               | 7:25 アームバー                              | パンクラス 1995 EYES OF BEAST                                           | 1995年7月23日  |
| ○    | ジョン・ダウディ                 | 1R 2:02 TKO（パンチ連打）                    | UFC 5: Return of the Beast 【リザーブマッチ】                           | 1995年4月7日   |
| ○    | ジェイソン・フェーン             | 2:13 TKO（タオル投入）                       | UFC 4: Revenge of the Warriors 【リザーブマッチ】                       | 1994年12月16日 |

### キックボクシング
- 25戦22勝3敗（19KO）

## 獲得タイトル
- パンクラス ランキングトーナメント 優勝（1996年）
- UFC 13ライト級トーナメント 優勝（1997年）
- 第7代無差別級キング・オブ・パンクラス王座（1998年）